# Yvette (film 1938)
Yvette è un film del 1938 diretto da Wolfgang Liebeneiner. È uno degli adattamenti cinematografici della novella Yvette di Guy de Maupassant pubblicata nel 1884.

## Produzione
Il film fu prodotto dalla Meteor-Film GmbH.

## Distribuzione
Distribuito dalla Tobis-Filmverleih, il film - che ottenne il visto di censura l'11 marzo - uscì nelle sale tedesche il 25 marzo 1938.